# レオナルド・マイエル
- レオナード・マイヤー
- レオナード・メイヤー

レオナルド・マルティン・マイエル（Leonardo Martin Mayer, ローカル発音: [leoˈnaɾðo maɾˈtin ˈmaʝeɾ]; ドイツ語: [ˈmaɪ̯ɐ]; 1987年5月15日 - ）は、アルゼンチン・コリエンテス州コリエンテス出身の男子プロテニス選手。ATPツアーでシングルス2勝、ダブルス1勝を挙げている。自己最高ランキングはシングルス21位、ダブルス48位。身長188cm。右利き、バックハンド・ストロークは片手打ち。「メイヤー」の表記揺れも多い。

## 選手経歴

### ジュニア時代
9歳からテニスを始める。

### 2003年 プロ転向
2003年にプロに転向。2005年全仏オープンのジュニアダブルスで同じアルゼンチンのエミリアノ・マサと組み優勝している。

### 2009年 グランドスラム初出場
4大大会では2009年全仏オープンで予選を勝ち上がり初出場した。1回戦で第15シードのジェームズ・ブレークを7-6(6), 7-5, 6-2で破り初戦を突破し、2回戦でトミー・ハースに3-6, 6-7(2), 6-3, 6-4, 3-6で敗れた。

### 2010年 グランドスラム3回戦進出
全仏では2010年から2012年まで3年連続で3回戦まで進出した。

### 2011年 ツアーダブルス初優勝
2011年2月の地元アルゼンチン・オープンのダブルスでオリバー・マラチと組み優勝し初のATPツアータイトルを獲得した。

### 2014年 ツアー初優勝
2014年2月のチリ・オープンで初のシングルス決勝に進出した。決勝でファビオ・フォニーニに4–6, 2–6で敗れ準優勝となった。ウィンブルドンでは4大大会で自己最高の4回戦に進出した。4回戦ではグリゴール・ディミトロフに4-6, 6-7(6), 2-6で敗れた。大会後のランキングで47位になりトップ50入りを果たした。7月のドイツ国際オープンでは2度目の決勝に進出した。決勝ではダビド・フェレールを 6–7(3), 6–1, 7–6(4)で破りツアーシングルス初タイトルを獲得し、大会後のランキングで27位になりトップ30入りを果たしている。ダブルスでは2014年全米オープンでカルロス・ベルロクと組みベスト8に進出した。

### 2015年 全米ダブルスベスト8
デビスカップ2015ワールドグループ1回戦対ブラジル戦ではジョアン・ソウザを7–6(4), 7–6(5), 5–7, 5–7, 15–13のフルセットで破った。試合時間はデビスカップシングルス最長となる6時間42分を記録している。2015年全米オープンでジョアン・ソウザとペアを組みベスト8に進出した。

### 2017年 ツアー2勝目
2017年のドイツ国際オープンでは予選敗退するもラッキールーザーでの出場から勝ち上がり決勝進出。決勝で地元ドイツのフロリアン・マイヤーに6-4, 4-6, 6-3で勝利し、3年ぶり2回目の優勝を果たす。

## ATPツアー決勝進出結果

### シングルス: 5回 (2勝3敗)
| 大会グレード                            |
| グランドスラム (0-0)                    |
| ATPワールドツアー・ファイナル (0-0)     |
| ATPワールドツアー・マスターズ1000 (0-0) |
| ATPワールドツアー・500シリーズ (2-1)    |
| ATPワールドツアー・250シリーズ (0–2)    |

| サーフェス別タイトル |
| ハード (0–0)         |
| クレー (2-3)         |
| 芝 (0-0)             |
| カーペット (0-0)     |

| 結果   | No. | 決勝日        | 大会                 | サーフェス | 対戦相手               | スコア              |
| ------ | --- | ------------- | -------------------- | ---------- | ---------------------- | ------------------- |
| 準優勝 | 1.  | 2014年2月9日  | ビニャ・デル・マール | クレー     | ファビオ・フォニーニ   | 4–6, 2–6            |
| 優勝   | 1.  | 2014年7月20日 | ハンブルク           | クレー     | ダビド・フェレール     | 6–7(3), 6–1, 7–6(4) |
| 準優勝 | 2.  | 2015年5月23日 | ニース               | クレー     | ドミニク・ティエム     | 7–6(8), 5–7, 6–7(2) |
| 優勝   | 2.  | 2017年7月30日 | ハンブルク           | クレー     | フロリアン・マイヤー   | 6–4, 4–6, 6–3       |
| 準優勝 | 3.  | 2018年7月29日 | ハンブルク           | クレー     | ニコロズ・バシラシビリ | 4–6, 6–0, 5–7       |

### ダブルス: 3回 (1勝2敗)
| 結果   | No. | 決勝日        | 大会                   | サーフェス    | パートナー           | 対戦相手                                      | スコア           |
| ------ | --- | ------------- | ---------------------- | ------------- | -------------------- | --------------------------------------------- | ---------------- |
| 準優勝 | 1.  | 2010年8月02日 | サンノゼ               | ハード (室内) | ベンヤミン・ベッカー | マーディ・フィッシュ サム・クエリー           | 6–7(3), 5–7      |
| 優勝   | 1.  | 2011年2月20日 | ブエノスアイレス       | クレー        | オリバー・マラチ     | フランコ・フェレイロ アンドレ・サ             | 7-6(6), 6-3      |
| 準優勝 | 2.  | 2012年8月25日 | ウィンストン・セーラム | ハード        | パブロ・アンドゥハル | サンティアゴ・ゴンサレス スコット・リプスキー | 3-6, 6-4, [2-10] |

## シングルス成績
略語の説明
| W | F | SF | QF | #R | RR | Q# | LQ | A | Z# | PO | G | S | B | NMS | P | NH |

W=優勝, F=準優勝, SF=ベスト4, QF=ベスト8, #R=#回戦敗退, RR=ラウンドロビン敗退, Q#=予選#回戦敗退, LQ=予選敗退, A=大会不参加, Z#=デビスカップ/BJKカップ地域ゾーン, PO=デビスカップ/BJKカッププレーオフ, G=オリンピック金メダル, S=オリンピック銀メダル, B=オリンピック銅メダル, NMS=マスターズシリーズから降格, P=開催延期, NH=開催なし.
| 大会           | 2007 | 2008 | 2009 | 2010 | 2011 | 2012 | 2013 | 2014 | 2015 | 2016 | 2017 | 2018 | 2019 | 通算成績 |
| -------------- | ---- | ---- | ---- | ---- | ---- | ---- | ---- | ---- | ---- | ---- | ---- | ---- | ---- | -------- |
| 全豪オープン   | LQ   | A    | A    | 1R   | 1R   | 1R   | 1R   | 2R   | 2R   | 1R   | A    | 2R   | 2R   | 4-9      |
| 全仏オープン   | LQ   | A    | 2R   | 3R   | 3R   | 3R   | 1R   | 3R   | 3R   | 1R   | LQ   | 1R   | 4R   | 14-10    |
| ウィンブルドン | A    | LQ   | 2R   | 1R   | LQ   | 1R   | 2R   | 4R   | 3R   | 1R   | A    | 1R   | 2R   | 8-9      |
| 全米オープン   | LQ   | LQ   | 2R   | 1R   | A    | 3R   | 2R   | 3R   | 1R   | A    | 3R   | 1R   | 1R   | 8-9      |

### 大会最高成績
| 大会                 | 成績 | 年               |
| -------------------- | ---- | ---------------- |
| ATPファイナルズ      | A    | 出場なし         |
| インディアンウェルズ | 4R   | 2018             |
| マイアミ             | 3R   | 2015, 2019       |
| モンテカルロ         | Q1   | 2012, 2014, 2019 |
| マドリード           | 3R   | 2015, 2018       |
| ローマ               | 2R   | 2015             |
| カナダ               | 2R   | 2009, 2015       |
| シンシナティ         | 3R   | 2018             |
| 上海                 | 2R   | 2014, 2015       |
| パリ                 | 2R   | 2015             |
| オリンピック         | A    | 出場なし         |
| デビスカップ         | W    | 2016             |
| ATPカップ            | A    | 出場なし         |